# Amanda Strydom
 (août 2020).
Pour les articles homonymes, voir Strydom.
Amanda Strydom, née le 23 juillet 1956 à Port Elizabeth en Afrique du Sud, est une chanteuse et auteure de chansons. Bien qu'elle soit surtout connue pour son chant, Strydom a également été active en tant que dramaturge et actrice, notamment dans le domaine du cabaret et aussi à la télévision.

## Source de la traduction
- (en) Cet article est partiellement ou en totalité issu de l’article de Wikipédia en anglais intitulé « Amanda Strydom » (voir la liste des auteurs).